# イオン海老名店
イオン海老名ショッピングセンター（イオンえびなショッピングセンター）は、神奈川県海老名市に所在する、イオングループの一企業であるイオンリテール株式会社が運営するショッピングセンター。

## 概要
1979年11月にニチイ海老名店（ニチイえびなてん）として開店。海老名駅近隣に立地し、イオンシネマ海老名を併設する。

## 年表
- 1979年（昭和54年）11月30日 - ニチイ海老名店として開店。
- 1993年（平成5年）4月24日 - 店舗ブランド名を「サティ」に転換、および増築[3]。ワーナー・マイカル・シネマズ海老名開館。
- 2011年（平成23年）3月1日 - イオングループのブランド統一により、店舗ブランド名を「イオン」に変更。
- 2013年（平成25年）7月1日 - ワーナー・マイカル・シネマズ海老名がイオンシネマ海老名に改称。

## フロア構成
- 1階：食品のフロアと婦人ファッション・H&BCのフロア
- 2階：紳士ファッションとキッズワールドのフロア
- 3階：住まいと暮らしのフロア
- 4階：コナミスポーツクラブ海老名
- ポトラッチ館1階：専門店

ポトラッチ館の2階から上は駐車場となっている。出店している専門店の一覧は公式サイト「専門店連絡先」を参照。

## イオンシネマ海老名
イオン海老名ショッピングセンター2階に所在するシネマコンプレックス。ワーナー・マイカル・シネマズの第一号劇場、ワーナー・マイカル・シネマズ海老名として1993年に開業。同時に、一般的には日本初のシネマコンプレックスとされた。
その後、運営会社の合併に伴い2013年7月1日にイオンシネマ海老名に改称した。
全7スクリーン、合計で1,713人を収容できる。1 - 6番スクリーンはロビーのある2階から、メインの7番スクリーンのみ3階に上がってから入場する。
1993年の開業時からドルビーデジタルも導入されている。開業時は最先端の仕様であったが、現代では基本設計が古いため、HDR，ドルビーアトモスなどの新しいフォーマットに対応せず、標準上映のみが行われている。7番スクリーンは日本初のTHX認定スクリーンである。ジョージ・ルーカスがTHXの発案者である関係で、スターウォーズの聖地としても有名で、関東の郊外にある映画館であるが、関西からもコアなファンが駆け付けている。
2021年2月28日に座席一部を変更し、約 1.5 倍の広さを確保しパーテーションを設置した「アップグレードシート」（以下表、US）を新設した。これに伴い総座席数は従来の1874席から1713席に減少している。
| No. | 座席数 | 座席数 | 座席数 | 3D対応 | 備考              |
| No. | 通常   | US     | 車椅子 | 3D対応 | 備考              |
| --- | ------ | ------ | ------ | ------ | ----------------- |
| 1   | 139    | 6      | 1      |        |                   |
| 2   | 138    | 6      | 1      |        |                   |
| 3   | 345    | 12     | 1      |        |                   |
| 4   | 121    | 9      | 1      | ○      |                   |
| 5   | 195    | 13     | 1      | ○      |                   |
| 6   | 186    | 12     | 1      |        |                   |
| 7   | 502    | 22     | 1      | ○      | THX認定スクリーン |

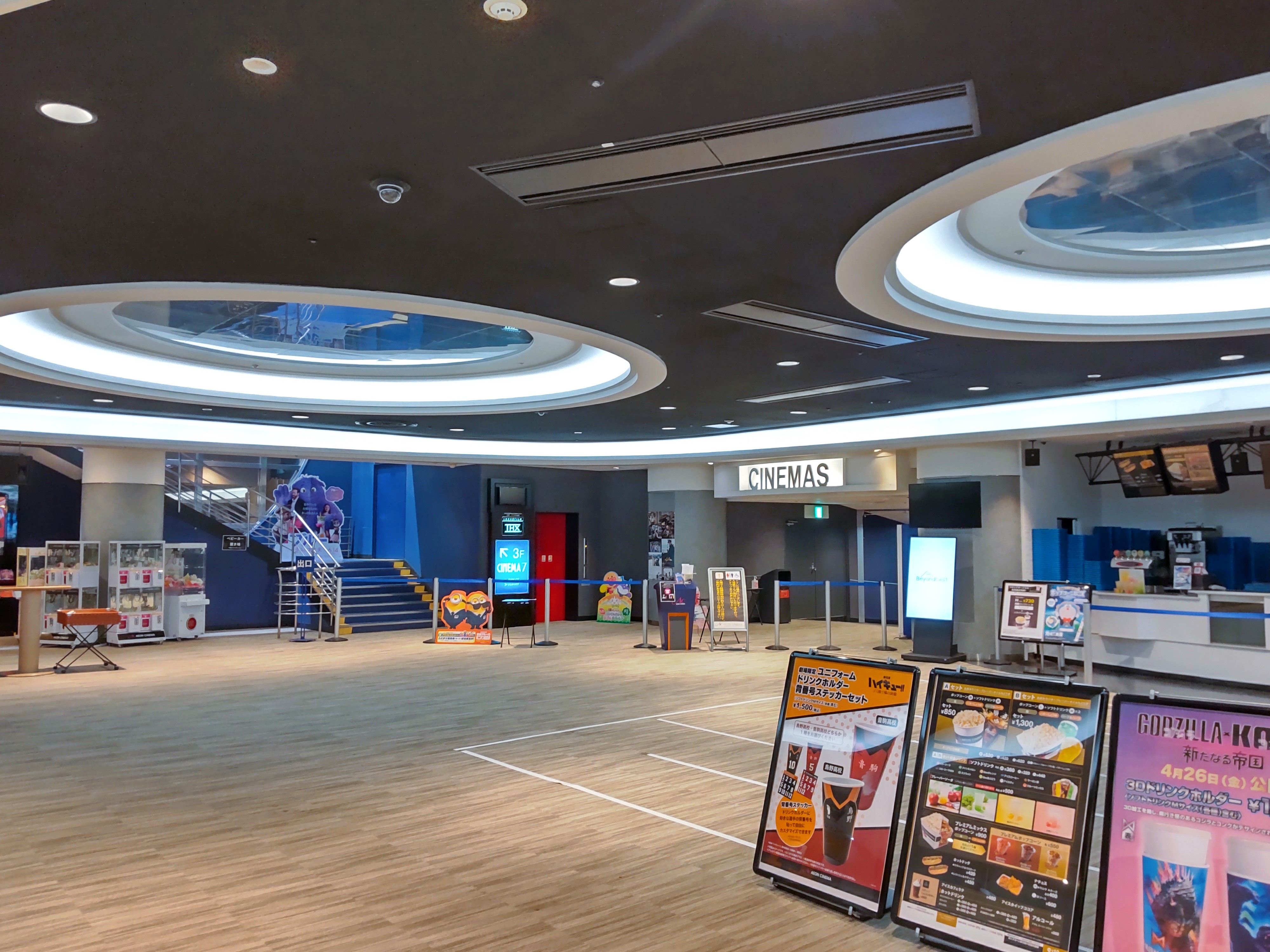
劇場ロビー
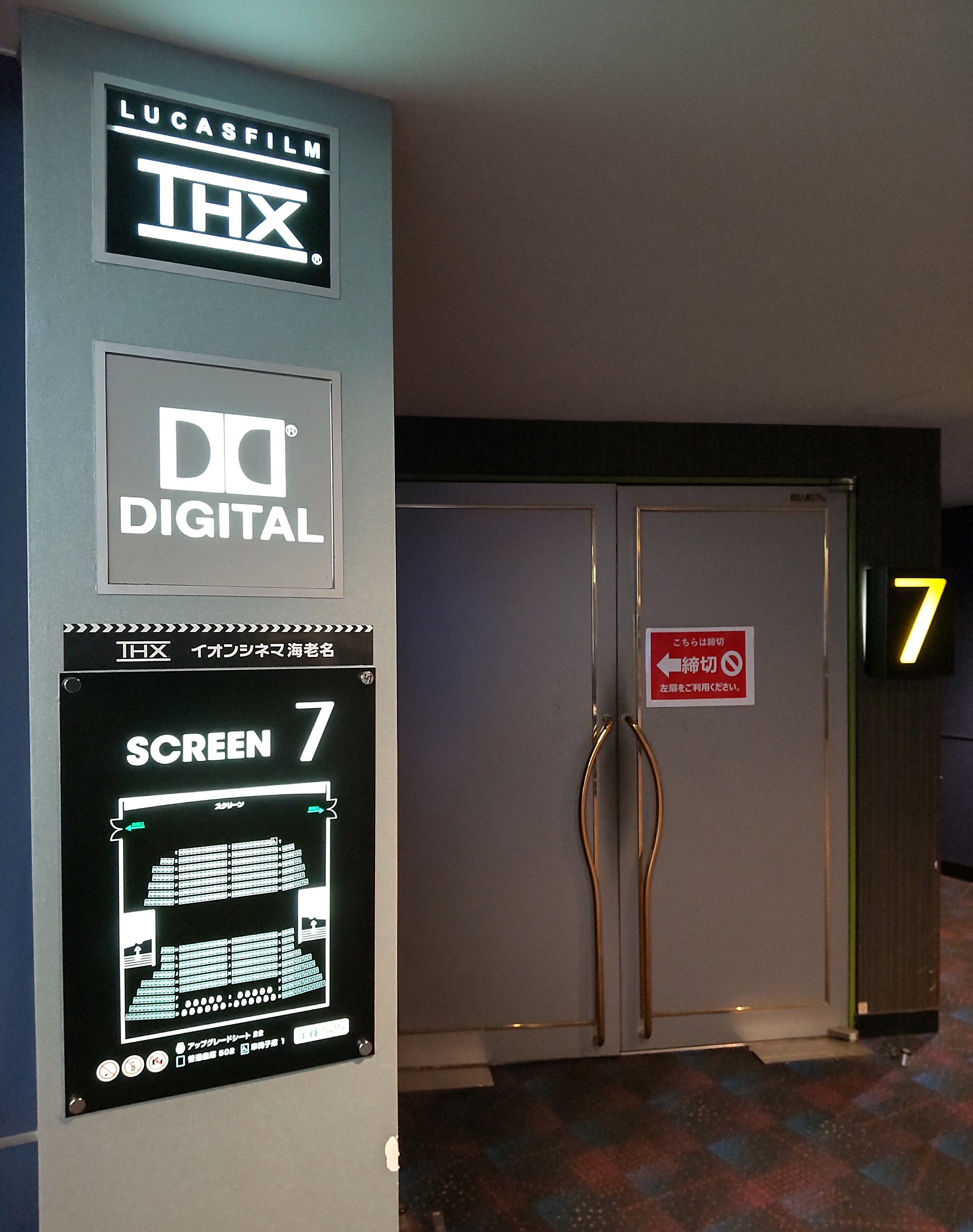
THX認定 7番スクリーン入口
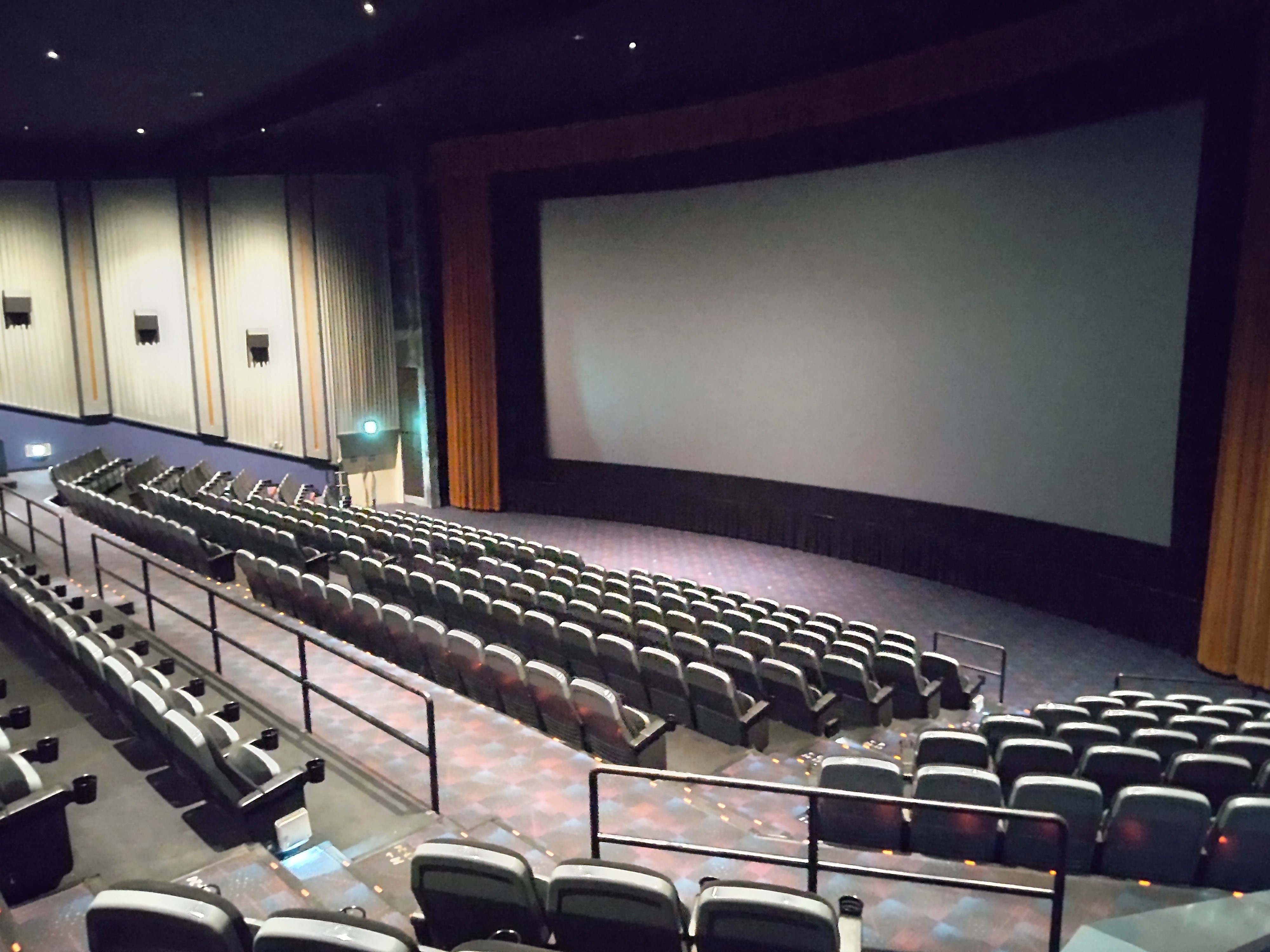
THX認定 7番スクリーン
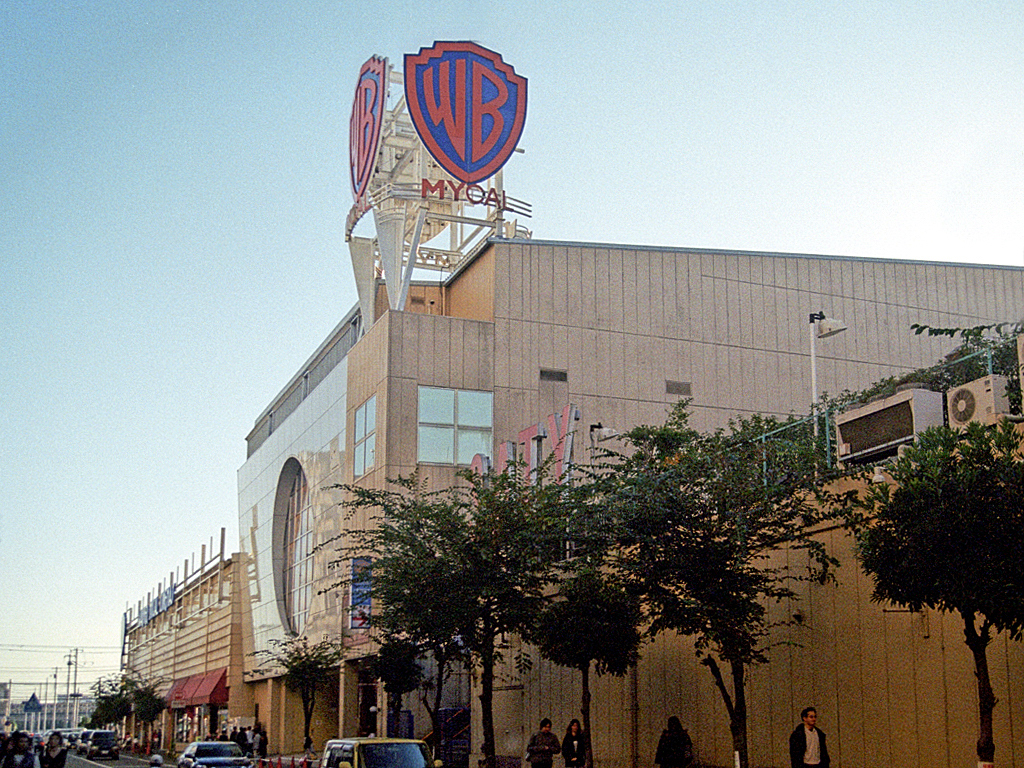
ワーナー・マイカル・シネマズ海老名当時（2008年）
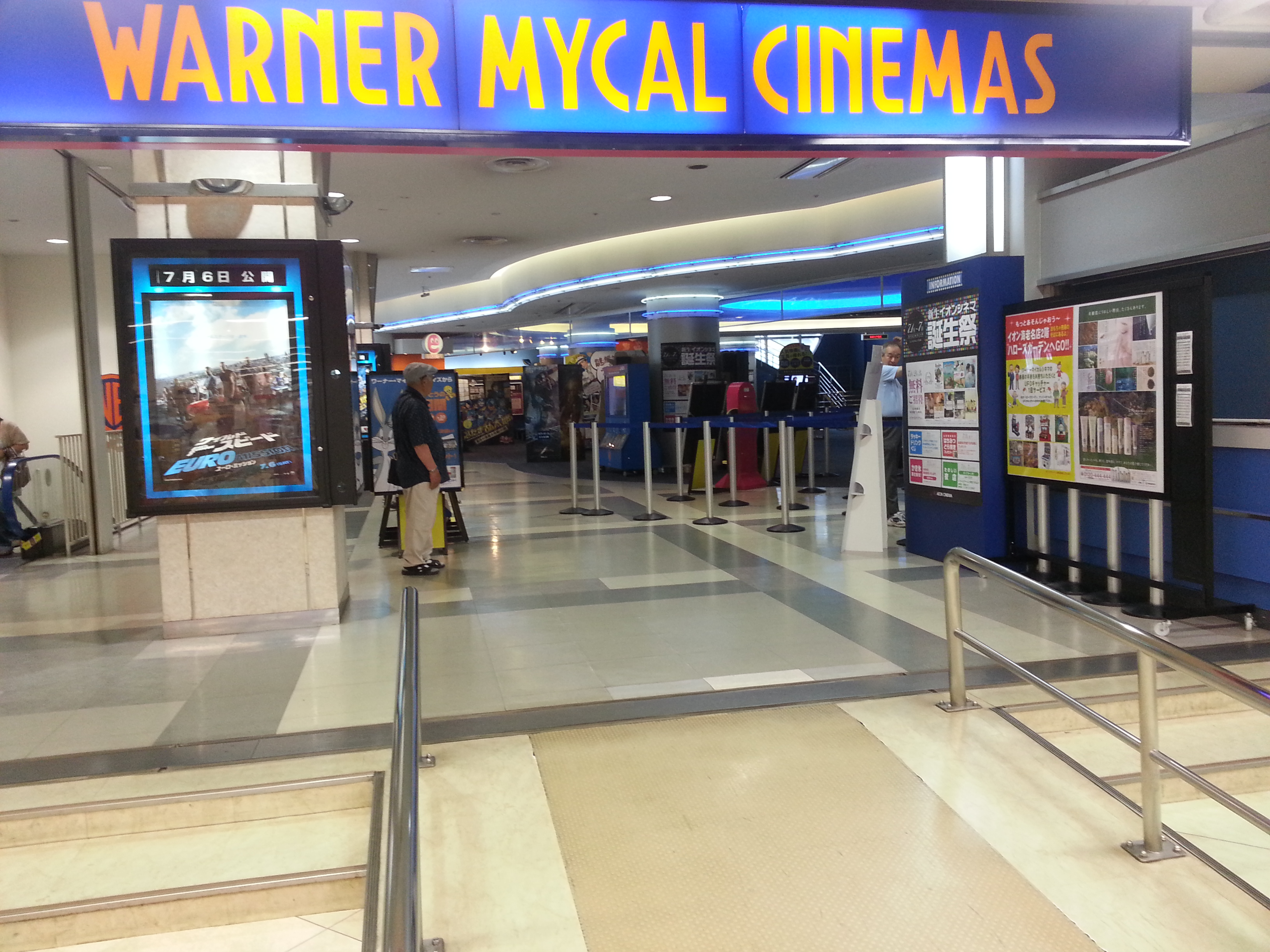
ワーナー・マイカル・シネマズ海老名当時（2013年）

## 周辺施設
2002年、厚木街道を挟んで北側に大型商業施設「ビナウォーク」が開業。ビナウォーク内にはTOHOシネマズ海老名（旧ヴァージンシネマズ海老名）があり、至近距離にふたつのシネマコンプレックスが営業している。2015年には海老名駅西口に「ららぽーと海老名」が開業した。

## その他
- 2003年に改装工事を実施した。
- 2010年代に食品売り場・文房具・寝具売り場がリニューアルされた。
- 2007年、3階に直営の家電販売コーナーが開設されたが、2010年にポトラッチ館1階にノジマが出店したことで直営売場での家電の取扱がなくなった。その後、ノジマは閉鎖され、マルイとららぽーと海老名に移転している。
- エスカレーター付近の踊場には、「SATY」の表示がイオンになった今でも現在まで残っている。